# Матниязова, Гулноза Джумабаевна
Гулноза Джумабаевна Матниязова (узб. Gulnoza Jumabayevna Matniyazova; род. 10 августа 1994, Хорезмская область) — узбекская дзюдоистка, выступающая в весовой категории до 70 кг. Участница XXXI Летних Олимпийских игр и XXXII Летних Олимпийских игр, чемпионка Азии, призёр Чемпионата мира в смешанной команде, призёр Летних Азиатских игр 2018 и Всемирных военных игр 2019. Первая узбекская дзюдоисткой, которой удалось завоевать золотую медаль на турнирах IJF.

## Карьера
Начала заниматься дзюдо в Ургенче у тренера Сардора Ниязметова, а затем у главного тренера женской сборной Узбекистана по дзюдо Нелли Киямовой. В 16 лет попала в сборную Узбекистана по дзюдо.
В 2013 году на Чемпионате Азии по дзюдо в Бангкоке (Таиланд) в полуфинале проиграла корейской дзюдоистке Хван Е Сул и завоевала бронзовую медаль континента, а в 2015 году на Чемпионате Азии по дзюдо в Кувейте в финале проиграла дзюдоистки из Монголии Цэнд-Аюушын Наранжаргал и завоевала серебряную медаль.
В 2016 году на Чемпионате Азии по дзюдо в Ташкенте завоевала бронзовую медаль. На Летних Олимпийских играх в Рио-де-Жанейро (Бразилия) в весовой категории до 70 кг в 1/16 финала проиграла польской дзюдоистке Катажина Клис и завершила выступление на турнире. На этапе Гран-при по дзюдо в Ташкенте завоевала золотую медаль, став первой узбекской дзюдоисткой, которой удалось завоевать успех на турнирах IJF. В 2017 году повторила успех на Гран-при по дзюдо в Ташкенте и снова завоевала первое место.
В 2018 году на Летних Азиатских играх в Джакарте (Индонезия) в весовой категории до 70 кг в полуфинале проиграла корейской дзюдоистке Ким Сон Ён, но в поединке за бронзовую медаль Азиады одержала победу над китаянкой Чжу Я. В 2019 году Гулнозе снова не покорилось золото континента, на Чемпионате Азии по дзюдо в Эль-Фуджайра (ОАЭ) в весовой категории до 70 кг в финале она проиграла японке Сихо Танака и завоевала серебряную медаль. На Летних Всемирных военных играх в Ухане (Китай) она завоевала всего лишь бронзовую медаль.
В 2021 году на Чемпионате Азии по дзюдо в Бишкеке (Кыргызстан) в весовой категории до 70 кг в финале турнира одержала победу над кореянкой Ким Сон Ён и впервые стала чемпионкой континента. В июле 2021 года на Чемпионате мира по дзюдо в Будапеште (Венгрия) в командном первенстве завоевала бронзовую медаль, но в весовой категории до 70 кг во втором раунде проиграла немецкой дзюдоистке Джованна Скоччимарро. На Летних Олимпийских играх в Токио (Япония) в весовой категории до 70 кг в 1/16 финала одержала победу над дзюдоисткой из Чада Демос Мемнелум, но в следующем раунде проиграла двукратной чемпионке Европы из Нидерландов Санне Ван Дейк.